# Izon-la-Bruisse
Izon-la-Bruisse är en kommun i departementet Drôme i regionen Auvergne-Rhône-Alpes i sydöstra Frankrike. Kommunen ligger i kantonen Séderon som tillhör arrondissementet Nyons. År 2022 hade Izon-la-Bruisse 12 invånare.

## Befolkningsutveckling
Antalet invånare i kommunen Izon-la-Bruisse
Referens:INSEE